# 내 미래의 남편/유성 보이
내 미래의 남편/유성 보이(私の未来のだんな様/流星ボーイ)는 2009년 11월 11일 발매된 Berryz코보의 21번째 싱글이다.

## 트랙리스트
1. 내 미래의 남편 (私の未来のだんな様)
2. 유성 보이 (流星ボーイ)
  - 애니메이션 이나즈마 일레븐의 엔딩
  - 게임 이나즈마 일레븐 3의 주제가
3. 내 미래의 남편 (私の未来のだんな様) (Instrumental)
4. 유성 보이 (流星ボーイ) (Instrumental)